# Oliver Cromwell
Oliver Cromwell (25 tháng 4 năm 1599 - 3 tháng 9 năm 1658, có tên phiên âm tiếng Việt là Ô-li-vơ Crôm-oen) là một nhà lãnh đạo chính trị và quân sự người Anh, người đóng vai trò quan trọng trong việc thành lập nền cộng hòa ở Anh và sau đó là Huân tước bảo hộ của Anh, Scotland và Ireland. Ông là một trong những chỉ huy của lực lượng quân đội mới đánh bại những người bảo hoàng trong cuộc nội chiến Anh. Sau khi vua Charles I của Anh bị xử tử năm 1649, Cromwell chinh phục Ireland và Scotland rồi cai trị với tư cách bảo hộ công từ năm 1653 cho tới khi ông qua đời năm 1658.
Cromwell sinh ra trong một gia đình quý tộc nhỏ và cuộc đời ông hoàn toàn mờ nhạt cho tới đầu những năm 40 tuổi. Có lúc ông sống như một điền chủ nhỏ, rồi sau đó khấm khá hơn nhờ khoản thừa kế từ một người bác. Cũng vào những năm 40 tuổi, Cromwell cải đạo sang Thanh giáo. Ông được bầu vào hội đồng dân biểu ở Cambridge rồi tham gia cuộc nội chiến Anh bên phe những người nghị viên.
Là một chiến binh can đảm (biệt danh "Sắt thép"), ông bắt đầu được biết tới sau khi chỉ huy một đội kỵ binh chống lại toàn bộ quân đội hoàng gia. Cromwell là người thứ ba ký vào lệnh xử tử hình Charles I vào năm 1649 và là thành viên của nghị viện Rump từ 1649 đến 1653. Ông được giao chỉ huy chiến dịch đánh Scotland trong các năm 1650-1651. Ngày 20 tháng 4 năm 1653, Cromwell giải tán nghị viện Rump bằng vũ lực rồi thành lập nghị viện Barebone trước khi trở thành Huân tước bảo hộ của Anh, Scotland và Ireland vào ngày 16 tháng 12 năm 1653 cho tới khi ông qua đời. Khi những người bảo hoàng trở lại nắm quyền vào năm 1660, xác ông bị đào lên, bị treo và bị chặt đầu.
Cromwell là một nhân vật gây rất nhiều tranh cãi trong lịch sử nước Anh. Với những sử gia như David Hume hay Christopher Hill, ông là tên độc tài phạm tội giết vua, nhưng với những người khác như Thomas Carlyle hay Samuel Rawson Gardiner, ông là người anh hùng của tự do và dân chủ. Ở Anh, Cromwell được chọn vào danh sách 10 người vĩ đại nhất nước Anh mọi thời đại trong một cuộc bình chọn của BBC năm 2002. Những biện pháp của ông đối phó với người Thiên chúa giáo ở Ireland bị nhiều sử gia coi là rất gần với tội ác diệt chủng, và ở chính Ireland cho tới tận bây giờ, người ta vẫn rất căm thù Cromwell.

## Thời trẻ: 1599-1640

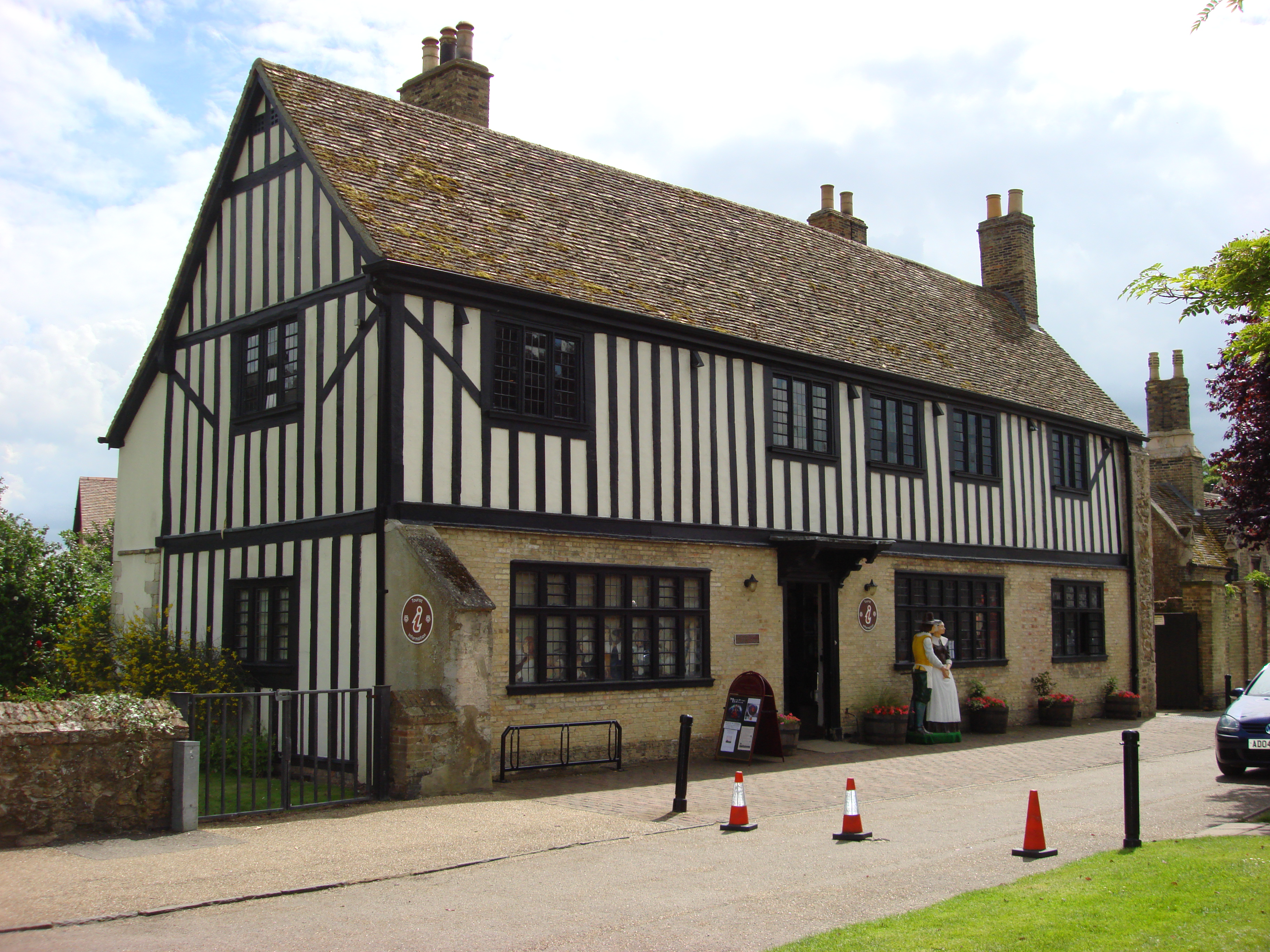
Nhà của Oliver Cromwell ở Ely

Những tư liệu còn sót lại không cung cấp gì nhiều về 40 năm đầu tiên trong cuộc đời Cromwell. Ông sinh ở Huntingdon ngày 25 tháng 4 năm 1599,. Mẹ và cha ông là Elizabeth và Robert Cromwell (khoảng 1560-1617). Oliver Cromwell có tổ tiên là Catherine Cromwell (sinh khoảng 1482), chị của nhà chính trị thời kỳ Tudor Thomas Cromwell. Catherine kết hôn với Morgan ap William, con trai của William ap Yevan của Wales và Joan Tudor, tức là Cromwell là một người anh họ xa với những đối thủ dòng vua Stuart của ông. Gia tộc Cromwell tiếp nối với Richard Cromwell (khoảng 1500-1544), Henry Cromwell (khoảng 1524 - 6 tháng 1 năm 1603), rồi đến cha của Oliver, Robert Cromwell (khoảng 1560-1617). Robert kết hôn với Elizabeth Steward hay Stewart (1564-1654) và Oliver ra đời. Như vậy, Thomas là nội tổ bá của Oliver Cromwell.
Đẳng cấp xã hội của gia đình Cromwell khá thấp, thuộc tầng lớp quý tộc nhỏ, khi ông ra đời. Cha ông là con trai nhỏ trong gia đình và là một trong 10 người anh em sống sót qua thời thơ ấu. Hệ quả là Robert chỉ được thừa kế một ngôi nhà ở Huntingdon cùng một điền trang nhỏ bé. Điền trang đó mang tới thu nhập khoảng 300 bảng mỗi năm, thuộc vào loại thấp nhất trong số các quý tộc nhỏ thời bấy giờ. Sau này, vào năm 1654, chính Cromwell đã nói: "Tôi sinh ra như một người quý tộc, không nổi tiếng, cũng không vô danh". Lễ rửa tội của Cromwell diễn ra ngày 29 tháng 4 năm 1599 tại nhà thờ St. John, và thời thơ ấu ông có đi học ở trường Huntingdon Grammar School. Ông tiếp tục theo học đại học tại Đại học Sidney Sussex, Cambridge, thời bấy giờ mới được thành lập và là trường có khuynh hướng theo Thanh giáo mạnh mẽ. Ông rời trường năm 1617 sau cái chết của người cha mà chưa nhận bằng cấp gì. Sau đó, Cromwell trở về nhà ở Huntingdon và trở thành trụ cột của gia đình gồm mẹ và bảy cô chị em gái vẫn chưa lấy chồng.
Ngày 22 tháng 8 năm 1620, tại St.Giles, Cripplegate, London, Cromwell kết hôn với Elizabeth Bourchier (1598–1665). Họ có chín người con:
- Robert (1621-1639), chết khi đi học xa nhà.
- Oliver (1622-1644), chết vì bệnh sốt thương hàn khi đang là một sĩ quan quân đội.
- Bridget (1624-1681), kết hôn với Henry Ireton, rồi Charles Fleetwood.
- Richard (1626-1712), người thừa kế chức Huân tước bảo hộ của Cromwell.[12]
- Henry (1628-1674), sau này trở thành Toàn quyền Ireland.
- Elizabeth (1629-1658), kết hôn với John Claypole.
- James (sinh và mất 1632), chết khi vừa sinh.
- Mary (1637-1713), kết hôn với Thomas Belasyse, Bá tước thứ nhất của Fauconberg.
- Frances (1638-1720), kết hôn với Robert Rich, rồi Sir John Russell.

Cha của Elizabeth, Sir James Bourchier, là một nhà kinh doanh đồ thuộc da ở London sở hữu những mảnh đất lớn tại Essex và có liên hệ chặt chẽ với những gia đình quý tộc nhỏ theo Thanh giáo ở đó. Cuộc hôn nhân giúp Cromwell có những liên hệ đầu tiên với Oliver St John và với nhiều thành viên chủ chốt của cộng đồng giới buôn bán kinh doanh tại London, những người nhận sự che chở về chính trị từ các bá tước của Warwick và Henry Rich, bá tước thứ nhất của Hà Lan. Việc trở thành một người trong nhóm người sùng đạo này có vai trò cốt tử với sự nghiệp chính trị cũng như binh nghiệp của Cromwell. Tuy nhiên, trong giai đoạn này, không có nhiều tài liệu cho thấy tôn giáo thực sự của Cromwell là gì. Lá thư đề năm 1626 của ông gửi Henry Donwhall, một bộ trưởng theo đạo Tin lành dòng Arminian cho thấy Cromwell chưa bị ảnh hưởng sâu sắc bởi Thanh giáo. Tuy nhiên, có bằng chứng cho thấy Cromwell đã trải qua những dằn vặt nội tâm liên quan tới tôn giáo của ông từ cuối những năm 1620 đến đầu những năm 1630. Ông phải điều trị về tâm lý với một bác sĩ ở London, Theodore de Mayerne vào năm 1628. Ông cũng tham gia vào một cuộc ẩu đả giữa các quý tộc nhỏ ở Huntingdon về hương ước mới cho thị trấn và đã bị gọi ra trước hội đồng thị trấn vào năm 1630.
Năm 1631, Cromwell bán hầu hết các bất động sản của ông ở Huntingdon; có thể là hậu quả của cuộc va trạm trên, và chuyển tới một trang trại ở St Ives, Cambridgeshire. Sự kiện này là một bước thụt lùi về địa vị xã hội của Cromwell và có lẽ đã ảnh hưởng mạnh tới tinh thần, quan điểm về tôn giáo và cảm xúc của ông. Một lá thư Cromwell viết cho vợ của Oliver St John năm 1638 thể hiện điều đó. 
Năm 1636, Cromwell được thừa kế nhiều bất động sản ở Ely từ một người chú bên họ mẹ, cũng như công việc của người chú, một nhân viên thu thuế của nhà thờ Ely. Nhờ đó, thu nhập của ông tăng khoảng 300-400 bảng một năm. Khoản thu nhập này giúp ông trở lại với tầng lớp địa chủ nhỏ vào cuối những năm 1630. Ông cũng trở thành một người theo Thanh giáo thành tâm và thiết lập những mối quan hệ gia đình với các gia đình lớn ở London và Essex.

## Thành viên nghị viện: 1628-1629 và 1640-1642
Cromwell trở thành thành viên của Nghị viện Huntingdon trong nhiệm kỳ 1628-1629. Ông không tạo được nhiều ảnh hưởng ở đó. Những tài liệu lưu trữ của nghị viện chỉ cho thấy một bài phát biểu không được đón nhận lắm của ông. Sau khi giải tán nghị viện này, vua Charles I cai trị mà không có nghị viện trong 11 năm tiếp theo. Khi Charles phải đối mặt với cuộc nổi dậy của những người Scotland, do không có đủ tiền, ông buộc phải thành lập nghị viện trở lại vào năm 1640. Cromwell trở lại là một thành viên của nghị viện Cambridge, nhưng nghị viện này chỉ tồn tại được ba tuần.
Một nghị viện thứ hai được thành lập cũng trong năm đó. Cromwell lại là nghị viên đại diện cho Cambridge. Cũng giống như giai đoạn 1628-1629, có vẻ như Cromwell có được vị trí này là nhờ sự bảo trợ của những người khác. Trong tuần đầu tiên nghị viện họp, ông được đề cử đọc kiến nghị về việc thả John Lilburne, bị bắt vì mang bất hợp pháp những văn bản về tôn giáo vào Anh từ Hà Lan, một nhiệm vụ lẽ ra không được giao cho một người còn khá là vô danh và ít ảnh hưởng như Cromwell. Trong hai năm đầu ở nghị viện, Cromwell liên hệ về mặt chính trị với một nhóm các quý tộc sùng đạo ở Thượng viện và các thành viên ở Hạ viện mà ông đã có mối liên hệ với tư cách cá nhân, tôn giáo và gia đình từ những năm 1630, như các bá tước Robert Devereux của Essex, Robert Rich của Warwick và Francis Russell của Bedford, Oliver St John, và tử tước William Fiennes của Saye và Sele. Trong giai đoạn này, nhóm quý tộc nói trên đang có dự định về một cuộc cải cách: quyền hành pháp do những nghị viện thông thường kiểm tra và mở rộng một cách vừa phải quyền tự do tín ngưỡng. Cromwell có lẽ cũng có một vai trò nào đó trong những mưu toan chính trị của nhóm này. Tháng 5 năm 1641, Cromwell đã thúc đẩy lần đọc thứ hai của Bộ luật nghị viện thường niên và sau đó đóng vai trò trong việc soạn thảo đạo luật về việc loại bỏ quy chế giám mục quản lý nhà thờ.

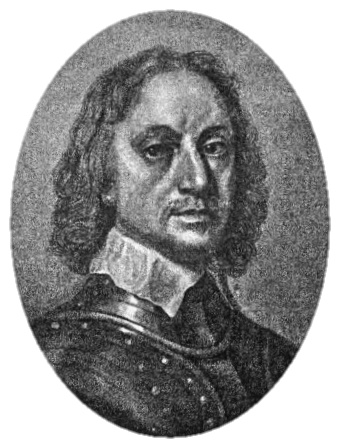
Oliver Cromwell.

## Chỉ huy quân đội: 1642-1646
Do không thể thống nhất trong việc giải quyết vấn đề Scotland, xung đột vũ trang giữa nghị viện và vua Charles I bùng nổ vào mùa thu năm 1642. Trước khi gia nhập lực lượng của nghị viện, kinh nghiệm quân sự duy nhất của Cromwell là những đợt huấn luyện với lực lượng dân quân địa phương. Vào lúc đó, ở tuổi 43, ông chiêu mộ được một đơn vị kỵ binh ở Cambridgeshire sau khi ngăn một đoàn vận chuyển bạc từ các đoàn thể ở Cambridge cho nhà vua. Cromwell cùng đội quân của mình sau đó tham gia trận đánh quyết định vào tháng 10 năm 1642, trận Edgehill. Đơn vị của ông được tăng lên thành một trung đoàn đầy đủ vào mùa đông năm 1642 và là một phần của liên quân phía đông do Edward Montagu, tử tước Manchester, chỉ huy. Cromwell có thêm kinh nghiệm và giành được chiến thắng trong nhiều trận đánh ở phía đông đảo Anh trong năm 1643, đáng kể nhất là trận Gainsborough ngày 28 tháng 7. Sau trận đánh này, Cromwell được cử làm thống đốc Ely và được thăng hàm đại tá trong liên quân phía đông.
Vào thời gian diễn ra trận Marston Moor tháng 7 năm 1644, Cromwell được thăng hàm thiếu tướng kỵ binh trong quân đoàn Manchester. Thành công của đội kỵ binh do ông chỉ huy trong việc chọc thủng hàng rào kỵ binh của quân hoàng gia rồi tấn công bộ binh từ phía sau tại Marston Moor là một yếu tố quan trọng đóng góp vào thắng lợi của phe nghị viện trong trận đánh đó. Cromwell luôn dẫn đầu đội quân của mình và đã bị một vết thương ở đầu. Cháu trai của ông, Valentine Walton, tử trận ở Marston Moor, và Cromwell viết một bức thư rất nổi tiếng cho cha của anh, anh rể của ông, kể lại cái chết can đảm của người lính. Trận Marston Moor giúp phe nghị viện kiểm soát miền bắc nước Anh, nhưng phe hoàng gia vẫn còn kháng cự.
Trận Newbury lần thứ hai bất phân thắng bại diễn ra vào tháng 10 năm 1644 đồng nghĩa với việc cho tới cuối năm 1644, cuộc chiến vẫn chưa có dấu hiệu gì sẽ kết thúc. Trong trận Newbury, quân đoàn của tử tước Manchester đã để quân của nhà vua phá vây, dẫn đến bất đồng trong quan điểm của Cromwell với Manchester. Cromwell cho rằng ông này không có đủ nhiệt tình để chỉ huy cuộc chiến. Manchester thì kết tội Cromwell chiêu mộ những người "thuộc dòng dõi thấp hèn" làm sĩ quan quân đội. Cromwell đáp trả rằng: "Nếu chọn những người trung thực làm đội trưởng kỵ binh, những người trung thực khác sẽ theo họ… Tôi thà có một đội trưởng khoác áo vải thô biết rõ anh ta chiến đấu cho cái gì và yêu cái mà mình chiến đấu cho còn hơn là một người mà ông gọi là quý tộc, nhưng chỉ có mỗi thế thôi". Lúc đó, Cromwell cũng bất đồng quan điểm với thiếu tướng Lawrence Crawford, một nhân vật của giáo hội Scotland liên minh với quân nghị viện của Manchester, người phản đối việc Cromwell khuyến khích sự tham gia của những người độc lập không theo chính thống giáo vào quân đội. Những khác biệt của Cromwell với các đồng minh người Scotland biến thành tình trạng thù địch công khai vào năm 1648 và giai đoạn 1650-1651.
Đầu năm 1645, nghị viện Anh thông qua một sắc lệnh buộc các thành viên của cả Hạ viện và Thượng viện, bao gồm cả tử tước Manchester, phải lựa chọn giữa một vị trí quản lý nhà nước hoặc chỉ huy quân đội. Tất cả các nghị viên, trừ Cromwell, đang làm nhiệm vụ trên chiến trường, quyết định từ bỏ các vị trí của mình trong quân đội. Sắc lệnh nói trên còn quy định việc tổ chức lại quân đội trên cơ sở quốc gia, thay thế cho những liên quân mang tính địa phương. Tháng 4 năm 1645, quân đội mới được thành lập với tổng tư lệnh là Sir Thomas Fairfax và Cromwell là phó tổng tư lệnh, hàm trung tướng kỵ binh. Lúc đó, quân số chiến trường của phe nghị viên gần gấp đôi của nhà vua. Trong trận Naseby tháng 6 năm 1645, quân nghị viên giành một chiến thắng hủy diệt trước quân nhà vua. Cromwell đã chỉ huy cánh quân của ông một cách xuất sắc tại Naseby và lại một lần nữa hạ gục đội kỵ binh hoàng gia. Trong trận Langport ngày 10 tháng 7 năm 1645, Cromwell tham gia khi nỗ lực quân sự đáng kể cuối cùng của lực lượng hoàng gia thất bại. Hai trận đánh đó đã kết thúc hy vọng chiến thắng của nhà vua và các chiến dịch của phe nghị viện sau đó chỉ còn là tấn công, bao vây và đánh chiếm các vị trí phòng thủ của quân hoàng gia ở phía tây nước Anh. Tháng 10 năm 1645, Cromwell bao vây và chiếm được Basing House, nơi ông đã giết hàng trăm quân đóng giữ của phe hoàng gia sau khi họ đã đầu hàng. Cromwell cũng tham gia các trận vây hãm ở Bridgwater, Sherborne, Bristol, Devizes, và Winchester, rồi sau trong nửa đầu năm 1646 ông dập tắt các cuộc kháng cự cuối cùng của quân đội hoàng gia ở Devon và Cornwall. Charles I đầu hàng những người Scotland ngày 5 tháng 5 năm 1646, cuộc nội chiến kết thúc. Cromwell và Fairfax chính thức chấp nhận sự đầu hàng của phe hoàng gia ở Oxford vào tháng 6 năm đó.
Cromwell không hề được huấn luyện bài bản về chiến lược quân sự và ông cũng chỉ sử dụng đội hình kỵ binh ba hàng rất phổ biến thời bấy giờ. Những điểm mạnh của ông nằm ở khả năng lãnh đạo, huấn luyện, kỷ luật và đạo đức của một người cầm quân với binh sĩ dưới quyền. Trong một trận đánh mà cả hai bên đều sử dụng chủ yếu là quân không chính quy, những phẩm chất này trở nên đặc biệt quan trọng và có lẽ đã đóng góp vào chiến thắng quyết định của Cromwell.

## Tham gia chính trường: 1647–1649
Tháng 2 năm 1647, Cromwell bị ốm và ông phải xa đời sống chính trị hơn một tháng. Vào lúc ông hồi phục, những thành viên nghị viện đang bị chia rẽ vì vấn đề liên quan đến nhà vua. Phần lớn các thành viên ở cả hai viện hướng tới một giải pháp làm hài lòng quân đội liên minh Scotland, giải tán quân đội mới và khôi phục ngai vàng cho Charles I đổi lấy việc giành một vùng đất riêng cho giáo hội Scotland. Cromwell phản đối hệ thống giáo hội của những người Scotland mà ông cho rằng sẽ thay thế chế độ quân chủ bằng một hình thức chuyên chế khác. Quân đội mới, bị chọc giận vì không được nghị viện trả khoản tiền lương mà họ còn nợ, kiến nghị chống lại những thay đổi này, nhưng Hạ viện đã bác bỏ kiến nghị đó. Tháng 5 năm 1647, Cromwell được cử tới tổng hành dinh quân đội ở Saffron Walden để thương lượng, nhưng hai bên không đạt được thỏa thuận. Tháng 6 năm 1647, một toán kỵ binh do Cornet George Joyce chỉ huy cướp lấy nhà vua khỏi sự giam giữ của nghị viện. Dù Cromwell có gặp Joyce vào ngày 31 tháng 5, nhưng cứ liệu lịch sử chưa đủ để khẳng định ông có vai trò như thế nào trong sự kiện đó.
Cromwell và Henry Ireton sau đó soạn thảo một bản tuyên ngôn Heads of Proposals đề xuất kiểm tra quyền lực của nhánh hành pháp, thiết lập nên những định chế dân cử mới và phục hồi thể chế quản lý không bắt buộc với nhà thờ. Rất nhiều tướng lĩnh quân đội, như những người theo phong trào Levellers do John Lilburne đứng đầu, cho rằng như thế là chưa đủ để mang tới sự bình đẳng về chính trị cho tất cả mọi người, dẫn đến mâu thuẫn gay gắt ở Putney trong mùa thu năm 1647 giữa một bên là Cromwell, Ireton và bên kia là quân đội. Vụ mâu thuẫn Putney đã không đi tới giải pháp nào. Cuộc tranh luận đó, cùng với việc Charles I trốn thoát khỏi Hampton Court ngày 12 tháng 11, đã khiến Cromwell có thái độ cứng rắn hơn đối với nhà vua.
Thất bại trong việc đạt được một thỏa thuận chính trị với nhà vua đã dẫn đến cuộc nội chiến Anh lần thứ hai vào năm 1648 khi nhà vua tìm cách trở lại ngai vàng bằng vũ lực. Cromwell đánh bại một cuộc nổi dậy của quân bảo hoàng ở miền nam xứ Wales rồi sau đó hành quân lên miền bắc đối phó với lực lượng Scotland có khuynh hướng bảo hoàng. Trong trận Preston, Cromwell, lần đầu tiên nắm toàn quyền chỉ huy tối cao quân đội, đã dẫn đầu một đội quân 9.000 người giành một chiến thắng vẻ vang trước quân địch có quân số đông gấp đôi.
Tháng 12 năm 1648, nhóm các nghị viên muốn tiếp tục thương lượng với nhà vua bị khai trừ khỏi nghị viện do sức ép từ nhóm lính vũ trang dưới sự chỉ huy của đại tá Thomas Pride, tức sự kiện Pride’s Purge. Những nghị viên còn lại, được biết tới với tên gọi Nghị viện Rump, nhất trí rằng Charles I sẽ bị xét xử dựa trên cáo buộc tội phản quốc. Cromwell lúc bấy giờ vẫn còn ở miền bắc nước Anh để đối phó với sự chống cự của quân đội bảo hoàng. Tuy nhiên, sau khi ông trở lại London, vào ngày diễn ra sự kiện Pride’s Purge, Cromwell nhanh chóng trở thành một người ủng hộ cương quyết những ai muốn đem nhà vua ra xét xử và tuyên án tử hình. Cromwell tin rằng giết Charles I sẽ là cách duy nhất chấm dứt cuộc nội chiến. Lệnh tử hình nhà vua được ký bởi 59 thành viên chủ tọa phiên tòa xét xử, bao gồm Cromwell (là người thứ ba ký vào bản án). Charles I bị tử hình ngày 30 tháng 1 năm 1649.

## Thành lập Khối Liên hiệp Anh: 1649

Quốc huy của Khối Liên hiệp Anh

Sau khi nhà vua bị xử tử, một nhà nước cộng hòa ra đời, Khối liên hiệp Anh. "Nghị viện Rump" nắm cả quyền hành pháp và lập pháp, và một Hội đồng nhà nước nhỏ hơn được chia sẻ một số chức năng hành pháp. Cromwell là một thành viên của Nghị viện Rump và cũng là thành viên Hội đồng nhà nước. Trong những tháng đầu sau vụ xử tử Charles I, Cromwell đã nỗ lực, nhưng thất bại, trong việc đoàn kết một nhóm "những người bảo hoàng độc lập". Cromwell có liên hệ với nhóm này kể từ khi nổ ra cuộc nội chiến Anh năm 1642 và liên hệ chặt chẽ với họ trong những năm 1640. Tuy nhiên, trong nhóm chỉ có Oliver St John tiếp tục ở lại Nghị viện Rump. Những người bảo hoàng khác bỏ chạy sang Ireland, nơi họ ký hiệp ước thành lập Liên hiệp Ireland. Vào tháng 3, Cromwell được Nghị viện Rump chỉ định làm tư lệnh cho chiến dịch tấn công Ireland. Những chuẩn bị cho cuộc xâm lược Ireland chiếm hết thời gian của Cromwell mấy tháng sau đó. Vào cuối những năm 1640, trong quân đội do Cromwell lãnh đạo bắt đầu nảy sinh xung đột về tư tưởng. Phong trào của những người Agitator trong quân đội muốn nước Anh trở thành một quốc gia với chủ quyền được quy định rõ ràng hơn, mở rộng quyền bỏ phiếu, đòi sự bình đẳng trước pháp luật cho tất cả mọi người và hòa hợp tôn giáo. Những quan điểm của họ được trình bày trong tuyên ngôn "Thỏa ước của quần chúng" vào năm 1647. Cromwell và những nhân vật lớn khác của Nghị viện Rump không đồng ý với những quan điểm này vì cho rằng chúng sẽ trao quá nhiều quyền tự do cho người dân; họ tin rằng quyền bỏ phiếu chỉ nên hạn chế ở những người chủ đất. Trong "cuộc tranh luận Putney" năm 1647, hai nhóm này đã tranh cãi quyết liệt về các chủ đề trên với hy vọng viết một hiến pháp mới cho nước Anh. Bạo động và xung đột vũ trang đã xảy ra trong thời gian diễn ra những cuộc tranh luận. Năm 1649, vụ bạo động ở Banbury đã dẫn tới việc một người của nhóm Agitator, Robert Lockyer, bị xử tử. Cromwell là người chỉ huy đàn áp các cuộc bạo loạn. Sau khi dẹp tan cuộc bạo loạn ở Andover và Burford vào tháng 5 năm 1649, Cromwell lên đường tới Ireland để bắt đầu cuộc xâm lược Ireland từ Bristol vào cuối tháng 7.

## Chiến dịch Ireland: 1649–1650
Cromwell chỉ huy cuộc xâm lược Ireland của nghị viện Anh diễn ra vào các năm 1649 và 1650. Đối thủ chính của quân đội cộng hòa do Cromwell chỉ huy là liên minh giữa Liên hiệp Ireland và những người bảo hoàng Anh, theo một hiệp ước ký năm 1649. Liên minh này được coi là mối đe dọa lớn nhất với nền cộng hòa non trẻ và với Liên hiệp Anh. Tuy nhiên, tình hình chính trị ở Ireland năm 1649 rất hỗn loạn: một lực lượng ly khai lớn của những người Ireland Công giáo La Mã phản đối liên minh với những người bảo hoàng Anh giáo, và lực lượng bảo hoàng theo đạo Tin lành lại ít nhiều có cảm tình với nghị viện Anh. Trong một bài phát biểu trước hội đồng quân sự Anh ngày 23 tháng 3 năm 1649, Cromwell nói "tôi thà bị bị một người bảo hoàng lật đổ còn hơn bị một người Scotland lật đổ; tôi thà bị một người Scotland lật đổ còn hơn bị một người Ireland lật đổ, và tôi nghĩ tất cả bọn chúng đều nguy hiểm như nhau".
Thái độ thù địch của Cromwell với những người Ireland vừa có nguyên nhân tôn giáo, vừa có nguyên nhân chính trị. Ông là người phản đối cương quyết giáo hội Công giao La Mã, mà ông cho rằng đã hy sinh kinh thánh cho quyền hành của Giáo hoàng và giới tăng lữ cấp cao, đồng thời đã mạnh tay đàn áp những người Tin lành ở châu Âu. Sự thù địch của Cromwell với Công giáo La Mã thêm sâu sắc do cuộc nổi loạn Ireland 1641. Cuộc nổi loạn này, dù ban đầu được tính toán là sẽ không đổ máu, đã dẫn tới vụ thảm sát những người định cư Anh và Scotland theo đạo Tin lành ở Ireland. Những nhân tố này góp phần giải thích sự tàn bạo trong chiến dịch Ireland của Cromwell.
Nghị viện Anh đã định chinh phục Ireland từ năm 1641 và đã đưa quân vào Ireland từ năm 1647. Nhưng cuộc tấn công của Cromwell năm 1649 có quy mô lớn hơn nhiều, sau khi cuộc nội chiến Anh đã kết thúc và nguồn lực có thể tập trung cho cuộc chiến với Ireland. Chiến dịch quân sự chín tháng của ông diễn ra chóng vánh và hiệu quả, dù chưa thể chấm dứt chiến tranh ở Ireland. Trước khi Cromwell đưa quân vào, các lực lượng của nghị viện Anh chỉ chiếm các tiền đồn ở Dublin và Derry. Khi ông rời Ireland, quân Anh đã chiếm đóng phần lớn phía đông và bắc Ireland. Sau khi ông tới Dublin ngày 15 tháng 8 năm 1649, Cromwell thiết lập các cơ sở hậu cần cho quân Anh ở những cảng biển Drogheda và Wexford. Trong trận vây hãm Drogheda tháng 9 năm 1649, quân đội của Cromwell đã giết chết gần 3.500 người sau khi chiếm được thị trấn, bao gồm 2.700 lính của lực lượng bảo hoàng và tất cả những đàn ông cầm vũ khí trong thị trấn, bao gồm cả một số thường dân, tù nhân và tăng lữ Công giáo La Mã.
Cromwell viết sau đó: 

"Tôi tin rằng đây là sự phán xét xứng đáng của Chúa trời lên bọn cặn bã mọi rợ này, những kẻ mà bàn tay đã nhuốm đầy máu người vô tội và điều này sẽ giúp ngăn máu đổ thêm trong tương lai, chỉ những lý do như thế mới có thể biện minh cho những hành động thế này mà không phải hối tiếc hay dằn vặt".

Sau khi chiếm Drogheda, Cromwell chia một cánh quân ra tiến về đánh Ulster ở miền bắc Ireland, còn ông tiếp tục dẫn quân chủ lực vây hãm Waterford, Kilkenny và Clonmel ở đông nam Ireland. Kilkenny, New Ross và Carlow đều đã đầu hàng có điều kiện, nhưng Cromwell không thể chiếm được Waterford và ở trận vây hãm Clonmel tháng 5 năm 1650, ông đã mất 2.000 quân trong những đợt công thành trước khi thị trấn này đầu hàng.
Một trong những chiến thắng lớn của ông ở Ireland là về mặt ngoại giao hơn là quân sự. Với sự trợ giúp của Roger Boyle, tử tước thứ nhất của Orrery, Cromwell thuyết phục được quân đội của những người bảo hoàng theo Tin lành ở Cork trở giáo và chiến đấu với quân nghị viện. Ở thời điểm này, Cromwell biết tin Charles II (con trai Charles I) đã từ Pháp cập bến đất liền đảo Anh tại Scotland và xưng là vua hợp pháp của nước Anh. Cromwell vì thể trở về Anh từ Youghal ngày 26 tháng 5 năm 1650 để đối phó với mối đe dọa mới.
Cuộc chinh phục Ireland của quân nghị viện tiếp tục trong gần ba năm sau khi Cromwell đã về Anh. Các chiến dịch do những người kế nhiệm Cromwell chỉ huy, Henry Ireton và Edmund Ludlow chủ yếu bao gồm việc vây hãm dài ngày các thành phố và thị trấn có tường bao cũng như đối phó với chiến tranh du kích ở vùng nông thôn. Đô thị cuối cùng do những người Công giáo La Mã chiếm giữ, Galway, thất thủ vào tháng 4 năm 1652 và những binh sĩ Công giáo La Mã cuối cùng đầu hàng vào tháng 4 năm sau, 1653.
Sau cuộc chinh phục Ireland của nghị viện Anh, việc hành lễ Công giáo La Mã công khai bị cấm ở đây và các linh mục Công giáo La Mã bị xử tử nếu bị bắt. Mọi đất đai của Giáo hội bị tịch thu theo đạo luật bình định Ireland 1652 và trao lại cho những người định cư Anh và Scotland, cũng như các chủ nợ của nghị viện và binh sĩ Anh chiến đấu trong cuộc chiến. Những chủ đất Công giáo La Mã còn lại bị buộc đổi lấy các vùng đất nghèo nàn hơn ở tỉnh Connacht. Dưới chế độ mới, sở hữu đất của những người Công giáo La Mã, bao gồm nhà thờ, giảm từ 60% diện tích đất canh tác ở Ireland xuống chỉ còn 8%.

## Tranh luận về ảnh hưởng của Cromwell ở Ireland
Sự tàn bạo trong chiến dịch tấn công Ireland của Cromwell là chủ đề gây tranh cãi dữ dội trong giới sử gia. Một số sử gia cho rằng Cromwell không bao giờ thừa nhận trách nhiệm việc sát hại thường dân ở Ireland, tuyên bố ông đã khắc nghiệt, nhưng chỉ là với những kẻ "có vũ trang". Tuy nhiên, các sử gia khác dẫn những báo cáo mới được phát hiện gần đây của Cromwell với London đề ngày 27 tháng 9 năm 1649 trong đó ông đề cập tới việc sát hại 3.000 binh lính "và nhiều người dân". Tháng 9 năm 1649, Cromwell cũng đã biện minh cho việc cướp bóc và giết chóc ở Drogheda như một cuộc trả thù cho những cuộc thảm sát người định cư Tin lành tại Ulster năm 1641. Ông gọi cuộc thảm sát Drogheda là "phán xét xứng đáng của Chúa trời cho bọn man rợ bẩn thỉu mà tay chúng đã nhuốm đầy máu người vô tội". Tuy nhiên, Drogheda thật ra không hề thuộc quyền kiểm soát của quân nổi loạn vào năm 1641, mà nhiều người trong lực lượng đồn trú ở đây là những người bảo hoàng Anh. Mặt khác, những tội ác chiến tranh tồi tệ đã diễn ra ở Ireland, như việc cướp đoạt tài sản, sát hại và trục xuất hơn 50.000 đàn ông, phụ nữ và trẻ em là tù nhân chiến tranh và những người hầu trong các gia đình có tiền của  sang Bermuda và Barbados, được tiến hành theo mệnh lệnh của những viên tướng chỉ huy khác sau khi Cromwell đã rời Ireland về Anh. Tuy nhiên, các sử gia khác lại cho rằng rốt cuộc Cromwell chính là chỉ huy tối cao của đạo quân đó. Từng có lúc trong chiến dịch Ireland, Cromwell yêu cầu quân đội không được cướp bóc của thường dân mà phải mua mọi thứ với giá sòng phẳng; "Tôi vì thế cảnh báo… tất cả sĩ quan, binh lĩnh và những người khác dưới quyền chỉ huy của tôi không được làm gì sai trái hay có hành động bạo lực với nông dân hay bất kỳ thường dân nào khác, trừ khi họ có vũ khí hay là sĩ quan của kẻ thù… bằng không họ sẽ phải trả lời cho những tội ác của họ". Tuy nhiên cũng đáng nhắc rằng khi ông tới Dublin, thành phố này về cơ bản không còn người Công giáo La Mã nào do tất cả đã bị trục xuất trước đó.
Những vụ thảm sát như ở Drogheda và Wexford cũng không phải là hiếm gặp ở thời bấy giờ, trong bối cảnh chiến tranh Ba mươi năm vừa kết thúc, dù bản thân các sự kiện như thế ít gặp hơn trong những cuộc nội chiến ở Anh và Scotland, vốn chủ yếu diễn ra giữa chính những người Tin lành ở các phe phái khác nhau. Sự giống nhau về tôn giáo, vì thế, làm giảm mức độ tàn khốc. Một sự so sánh tương ứng có lẽ là trận vây hãm Basing House của Cromwell năm 1645, nơi đồn trú của một nhân vật Công giáo La Mã lớn, Hầu tước của Winchester, mà 100 trong 400 binh sĩ chiếm đóng đã bị xử tử. Các tài liệu mới đây cũng cho thấy có thiệt hại dân sự trong trận đánh đó, sáu linh mục Công giáo La Mã và một phụ nữ, dù rằng quy mô của thiệt hại nhân mạng tại Basing House thấp hơn nhiều so với ở Ireland. Bản thân Cromwell giải thích về cuộc thảm sát Drogheda trong lá thư đầu tiên của ông gửi cho Hội đồng nhà nước Anh: "Tôi tin rằng chúng tôi đã tiêu diệt toàn bộ những kẻ phòng thủ thị trấn. Tôi nghĩ toàn bộ số trốn thoát không vượt quá ba mươi người". Mệnh lệnh của Cromwell, "giữa lúc nước sôi lửa bỏng, tôi cấm các binh sĩ không được tha cho kẻ nào có vũ trang trong thị trấn", tiếp nối sau khi yêu cầu thị trấn đầu hàng trước đó của ông bị từ chối. Lệ thường của giới quân đội ngày đó là một thị trấn từ chối đầu hàng cũng coi như bỏ luôn quyền được bên thắng cuộc tha bổng. Việc Drogheda từ chối đầu hàng, dù quân công thành đã phá vỡ bức tường thành, là lý do để Cromwell biện minh cho vụ thảm sát. Những nơi mà Cromwell thương lượng được và các thị trấn bị vây hãm đầu hàng, như Carlow, New Ross và Clonmel, một số sử gia nói ông đã tôn trọng các điều khoản đầu hàng, bảo vệ sinh mạng và tài sản của người dân trong thị trấn. Riêng ở Wexford, Cromwell đã bắt đầu cuộc thương lượng cho quân đồn trú quy hàng. Tuy nhiên, trong khi viên chỉ huy ở Wexford đang chuẩn bị làm các thủ tục đầu hàng thì một số binh sĩ của Cromwell đã phá được tường thành, lọt vào thị trấn, bắt đầu giết chóc và cướp bóc. Vào cuối các chiến dịch của Cromwell, tình trạng cướp trắng đất đai của những chủ đất Công giáo La Mã diễn ra công khai, và dân số Ireland giảm mạnh.
Dù thời gian của Cromwell ở Ireland trong chiến dịch khá ngắn ngủi, và dù ông chỉ nắm quyền cai trị hòn đảo này tới năm 1653, ông thường là nhân vật tâm điểm trong những cuộc tranh luận về việc phải chăng Liên hiệp Anh đã thực hiện một chương trình diệt chủng có hệ thống ở Ireland. Đối mặt với nguy cơ một liên minh của Ireland với Charles II, Cromwell đã tiến hành hàng loạt vụ thảm sát để khuất phục những người Ireland. Sau này, khi ông trở lại Anh, tư lệnh quân Anh ở Ireland, tướng Henry Ireton, thực hiện một chính sách đàn áp tàn bạo khiến khoảng 600.000 người Ireland thiệt mạng trong tổng dân số 1,4 triệu người lúc bấy giờ.
Những cuộc vây hãm Drogheda và Wexford được đề cập rất nhiều trong lịch sử và văn học hiện đại. James Joyce chẳng hạn, nhắc tới Drogheda trong tiểu thuyết "Ulysses" của ông. Tương tự, Winston Churchill (viết năm 1957) tả lại ảnh hưởng của Cromwell tới quan hệ Anh-Ireland:
... những di sản Cromwell để lại đã đầu độc mối quan hệ (Anh-Ireland). Bằng tiến trình khủng bố, tịch thu đất đai bất hợp lý, đàn áp Công giáo La Mã, bằng những hành động đẫm máu đã được nêu trên, ông ta đã tạo ra hố ngăn cách không thể vãn hồi giữa các quốc gia và các tín ngưỡng. "Địa ngục hay Connaught" trở thành một thành ngữ của cư dân bản địa và sau hàng ba trăm năm, họ vẫn dùng những thành ngữ như "cầu cho Cromwell bắt mày đi" để nguyền rủa nhau… Còn với các quốc gia hiện đại chúng ta, chúng ta vẫn đang sống trong "lời nguyền Cromwell" 
Cromwell ngày nay vẫn là một nhân vật bị căm ghét ở Ireland, tên ông gắn với những cuộc thảm sát, thanh trừng tôn giáo, sắc tộc và tước đoạt tài sản của người Công giáo La Mã ở đó.
Một nhận định rất quan trọng về quan điểm của chính Cromwell với cuộc chinh phục Ireland được nêu ra trong "Tuyên bố của tư lệnh lực lượng chinh phục Ireland với những người lầm lạc" đề tháng 1 năm 1650. Trong tuyên bố này, ông tuyên bố công khai mình không chấp nhận Công giáo La Mã, "Chừng nào tôi còn nắm quyền, tôi sẽ không chấp nhận được việc hành lễ kiểu Công giáo La Mã". Tuy nhiên, ông cũng tuyên bố: "Với người dân, việc họ theo tôn giáo nào là việc của riêng họ và tôi không thể với tới; nhưng tôi sẽ suy nghĩ về điều đó theo trách nhiệm của mình, nếu họ trung thực và muốn hòa bình, thì tôi sẽ không khiến ai phải đau khổ". Các binh lính đầu hàng buông vũ khí "và sống hòa bình và trung thực ở nhà của họ sẽ được phép tiếp tục làm như thế". Giống như trong nhiều sự kiện khác suốt cuộc đời Cromwell, luôn nổ ra tranh luận về tính thành thật trong những tuyên bố của ông: Nghị viện Rump, thông qua đạo luật bình định Ireland năm 1652, thiết lập một chính sách khắc nghiệt hơn nhiều so với những tuyên bố có phần mềm mỏng đó của Cromwell.
Năm 1965, bộ trưởng phụ trách đất đai của Ireland vẫn còn nói những chính sách của ông là cần thiết vì để "đảo ngược những gì Cromwell đã làm"; tận năm 1997, Thủ tướng Ireland Bertie Ahern còn yêu cầu một bức hình chân dung Cromwell phải bị mang ra khỏi một căn phòng ở trụ sở quốc hội Anh, Cung điện Westminster trước khi ông bắt đầu một cuộc hội đàm với Thủ tướng Anh Tony Blair.

## Chiến dịch Scotland: 1650–51

### Charles II lên ngôi ở Scotland

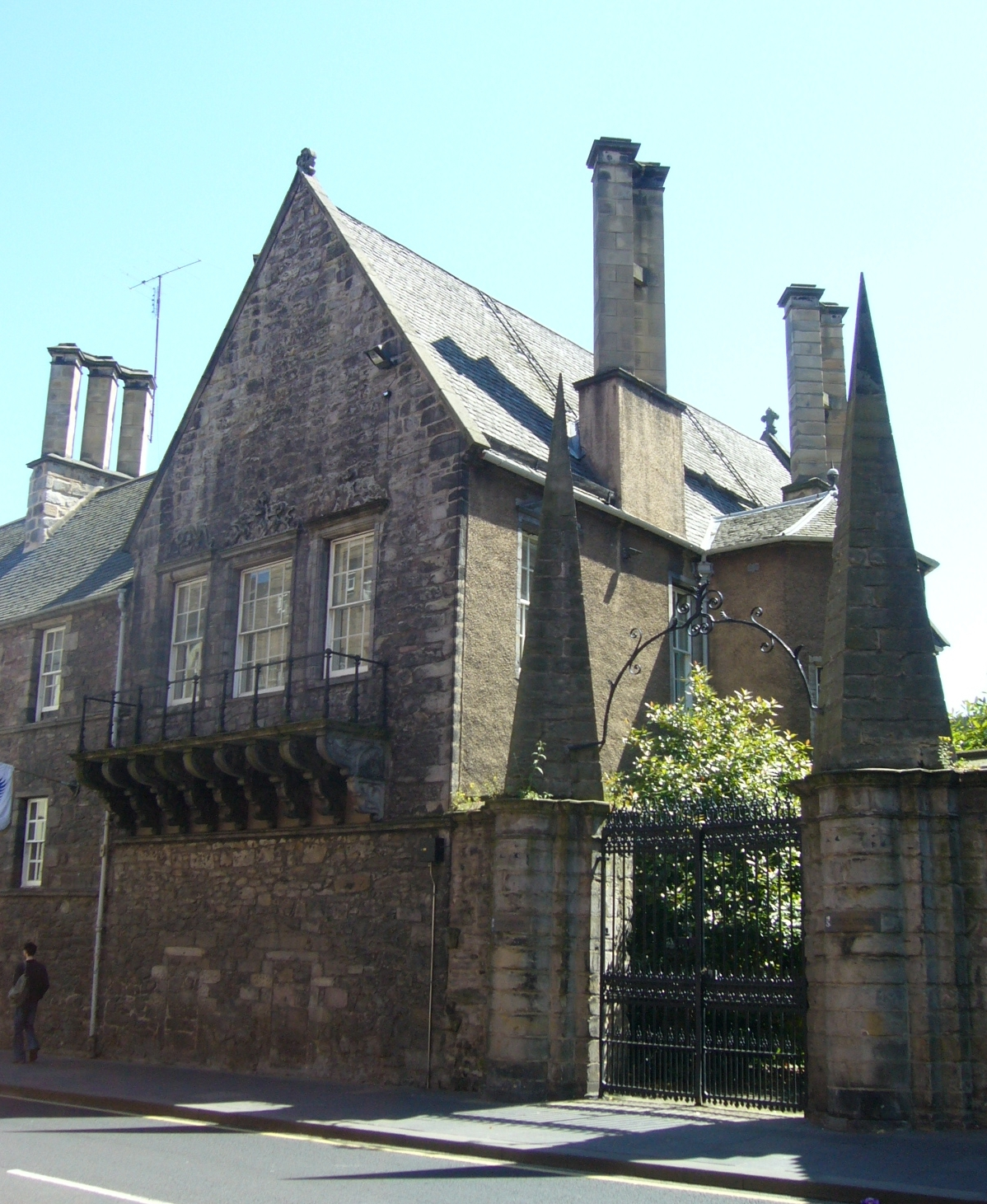
Nhà Moray House, nơi Cromwell sống tại Edinburgh khi ông tới Scotland khẩn nài Hội đồng Kirk ngừng ủng hộ Charles II

Cromwell rời Ireland vào tháng 5 năm 1650 và vài tháng sau đó chỉ huy cuộc tấn công Scotland sau khi con trai của Charles I, Charles II lên ngôi vua tại đây. So với cuộc chinh phục Ireland, Cromwell tỏ ra ít khắc nghiệt hơn với những người Scotland, vốn bao gồm cả các đồng minh của ông trong cuộc nội chiến Anh lần thư nhất. Ông mô tả những người Scotland "lừa lọc, nhưng vẫn biết sợ hãi Chúa trời". Ông đã kêu gọi giáo hội Scotland không đứng về phía những người bảo hoàng, "tôi khẩn thiết xin các ngài hiểu rằng, dưới ánh sáng của Chúa trời, các ngài có thể đã phạm sai lầm". Nhưng những người Scotland đã từ chối từ bỏ Charles II và Cromwell cho rằng chiến tranh là điều không thể tránh khỏi.

### Trận Dunbar
Sau khi đề nghị của ông bị từ chối, Cromwell dẫn đạo quân dày dạn trận mạc của ông tấn công Scotland. Ban đầu, chiến dịch diễn ra không thuận lợi do quân đội của Cromwell thiếu chuẩn bị về hậu cần và quân Scotland dưới sự lãnh đạo của tướng David Leslie chiến đấu rất can đảm. Bệnh dịch cũng bắt đầu xảy ra trong quân đội Cromwell và ông đã định rút lui bằng đường biển từ Dunbar. Tuy nhiên, ngày 3 tháng 9 năm 1650, trong một trận chiến bất ngờ, Cromwell đè bẹp quân chủ lực của đối phương ở trận Dunbar, tiêu diệt 4.000 binh lính Scotland, cầm tù 10.000 quân nữa và rồi tiến thẳng lên chiếm thủ đô Scotland Edinburgh. Chiến thắng này lớn tới mức Cromwell gọi đó là "hành động của đấng tối cao và là bằng chứng về ân sủng của Chúa trời với người dân Anh".

### Trận Worcester
Năm 1651, Charles II và các đồng minh Scotland của ông lập kế hoạch tấn công Anh và chiếm London khi Cromwell đang bận rộn ở Scotland. Cromwell dẫn quân đuổi theo họ về miền nam và hai bên chạm trán ở Worcester ngày 3 tháng 9 năm 1651. Trọng trận Worcester, lực lượng của Cromwell tiêu diệt lực lượng lớn cuối cùng của quân đội bảo hoàng Scotland. Charles II suýt nữa thì bị bắt sống và sau đó lưu vong sang Pháp, rồi Hà Lan, nơi ông sẽ ở lại tới năm 1660. Nhiều tù binh Scotland bị bắt trong chiến dịch này chết vì dịch bệnh, những người khác bị gửi đi lao động khổ sai ở các thuộc địa. 

### Kết cuộc
Trong giai đoạn cuối cùng chiến dịch Scotland, binh lính của Cromwell, dưới quyền chỉ huy của George Monck, đã tàn phá Dundee, sát hại 1.000 đàn ông và 140 phụ nữ và trẻ em. Trong thời kỳ Liên hiệp Anh, Scotland bị Anh cai trị và chiếm đóng. Vùng cao nguyên đông bắc Scotland nổ ra một cuộc nổi dậy của những người bảo hoàng vào giai đoạn 1653–55, nhưng bị đàn áp thẳng tay sau khi Anh triển khai 6.000 binh sĩ ở đó. Người Scotland theo Tin lành vẫn được hành đạo như cũ, nhưng giáo hội Scotland không còn quyền lực với các phán quyết dân sự như trước kia.
Cuộc chinh phục của Cromwell với Scotland, dù không được chào đón, không để lại hậu quả nào trong quan hệ Anh-Scotland. Việc cai trị của Anh với Scotland và chế độ Bảo hộ công diễn ra khá hòa bình. Cũng không diễn ra tình trạng tịch thu đất đai và tài sản hàng loạt. Ba trong bốn thành viên của Hội đồng hòa bình tối cao phụ trách Scotland trong khối Liên hiệp là người Scotland và vùng đất này được cai trị chung bởi các quan chức quân sự Anh và dân sự Scotland. Dù cũng không được yêu mến gì, tên tuổi Cromwell không bị thù ghét ở Scotland như Ireland.

## Trở lại Anh và giải tán Nghị viện Rump: 1651–53
Từ giữa năm 1649 cho tới năm 1651, Cromwell bận rộn với các chiến dịch đánh Ireland và Scotland. Trong khi đó, không còn chế độ quân chủ, nhiều phe phái trong nghị viện bắt đầu đấu tranh nội bộ để giành giật quyền lực. Khi trở lại Anh, Cromwell cố gắng dàn xếp để Nghị viện Rump đồng ý về ngày tổ chức những cuộc tuyển cử mới, thống nhất cả ba vương quốc, Anh, Scotland và Ireland dưới một thực thể chính trị, thành lập một giáo hội "hiệp thương", hòa hợp. Tuy nhiên, Nghị viện Rump không thể định được ngày bầu cử mới và dù có các nguyên tắc hoạt động cơ bản là tự do và dân chủ, nghị viện đã không thể đạt được những thỏa thuận về thuế khóa và không dàn xếp được vấn đề tôn giáo ở chế độ mới. Quá thất vọng, tháng 4 năm 1653, Cromwell yêu cầu Nghị viện Rump thành lập một chính quyền lâm thời gồm 40 thành viên (từ Nghị viện Rump và từ quân đội). Tuy nhiên, tranh luận về đạo luật cho chính quyền mới này lại lâm vào bế tắc. Cromwell quá giận dữ nên ngày 20 tháng 4 năm 1653, với sự hộ tống của bốn mươi tay súng hỏa mai, đã vào giải tán nghị viện bằng vũ lực. Còn lại một số tài liệu về sự kiện này: Cromwell đã nói "tôi phải nói rằng quý vị chẳng phải là nghị viên nữa, các vị bị giải tán". Ít nhất hai tài liệu nói Cromwell đã chộp lấy chiếc búa điều khiển, biểu tượng của nghị viện và yêu cầu binh lính đưa "những gã hề" ra khỏi nghị viện. Chỉ huy quân đội của Cromwell là Charles Worsley, sau này trở thành một trong những người tin cẩn nhất của ông, và là người được Cromwell giao giữ chiếc búa.

## Thành lập Nghị viện Barebone: 1653
Sau khi Nghị viện Rump bị giải tán, quyền lực được chuyển giao tạm thời cho một hội đồng tranh luận về hiến pháp mới. Họ tiếp nhận đề nghị của Thomas Harrison thành lập một nghị viện mới dựa trên cơ sở uy tín tôn giáo của những người sẽ trở thành nghị viên. Đề nghị nhận được sự ủng hộ của Cromwell. Trong bài phát biểu khai mạc nghị viện mới ngày 4 tháng 7 năm 1653, Cromwell nói ông cảm ơn ân điển của Chúa trời đưa nước Anh tới thời điểm này và xác định sứ mệnh của nghị viện mới. Đôi khi được gọi là Nghị viện của các thánh hay Nghị viện những người được đề cử, nghị viện mới còn có tên là Nghị viện Barebone, theo tên một thành viên trong nghị viện, Praise-God Barebone. Nghị viện mới được giao viết một hiến pháp lâu dài và xử lý các vấn đề tôn giáo (Cromwell được mời tham gia nhưng từ chối). Tuy nhiên, vì khuynh hướng tôn giáo cực đoan ngày càng thắng thế, nghị viện mới đã bỏ phiếu tự giải tán ngày 12 tháng 12 năm 1653, do lo ngại quyền lực rơi vào tay những người tôn giáo cực đoan.

## Bảo hộ công của Liên hiệp Anh: 1653–58
Sau khi Nghị viện Barebone bị giải tán, John Lambert đề xuất một hiến pháp mới, hiến pháp 1653, biến Cromwell thành Bảo hộ công suốt đời của Liên hiệp Anh, có trách nhiệm "là người đứng đầu tư pháp và hành pháp của chính quyền". Cromwell tuyên thệ nhậm chức Bảo hộ công ngày 16 tháng 12 năm 1653, trong một buổi lễ mà ông ăn mặc quần áo giản dị, thay vì các trang phục hoàng gia trang trọng. Tuy nhiên, từ đó trở đi, Cromwell ký tên ông là "Oliver P", với chữ "P" là viết tắt của "Protector", tức Bảo hộ công, giống với việc các nhà quân chủ Anh vẫn ký tên mình với chữ "R" phía sau, viết tắt của "Rex" hay "Regina" tức tiếng Latin của "vua" và "nữ hoàng", một thông lệ dành cho các nhà quân chủ khác là những người khác bắt đầu phải thưa "Your Highness" (tức "thưa thánh thượng", "thưa bệ hạ") khi nói chuyện với Cromwell. Là Bảo hộ công, ông có quyền triệu tập và giải tán nghị viện, nhưng phải tuân theo hiến pháp và phải được Hội đồng nhà nước thông qua quyết định đó với đa số biểu quyết. Dẫu vậy, quyền lực của Cromwell là rất lớn nhờ vị thế độc tôn của ông ở quân đội. Là Bảo hộ công, ông có mức lương 100.000 bảng mỗi năm.
Cromwell đặt ra hai mục tiêu chính trong thời gian làm Bảo hộ công. Thứ nhất là "hàn gắn và ổn định" đất nước sau những hỗn loạn của các cuộc nội chiến và việc xử tử nhà vua, tức là phải thiết lập một hình thức chính quyền ổn định. Tuy nhiên, trong khi Cromwell muốn đảm bảo duy trì một chính thể cộng hòa, trên thực tế các ưu tiên cải cách xã hội vẫn quan trọng hơn là hình thái chính quyền. Thêm vào đó, dù chính quyền của Cromwell là một chính quyền cách mạng, trật tự xã hội Anh không thay đổi nhiều dưới chính quyền mới. Cromwell tuyên bố, "Một nhà quý tộc, một trí thức, một tiểu điền chủ: đó là những thành phần cơ bản của đất nước", Những cải cách quy mô nhỏ trong hệ thống tư pháp không đáng kể so với các nỗ lực vãn hồi trật tự chính trị ở Anh. Thuế trực thu được giảm một chút và một hòa ước được ký với Hà Lan, kết thúc cuộc chiến tranh Anh-Hà Lan lần thứ nhất.
Các thuộc địa của Anh ở Mỹ trong giai đoạn này bao gồm New England, Providence, Virginia và Maryland. Cromwell nhanh chóng nhận được sự thừa nhận của các thuộc địa này và chủ yếu để cho các thuộc địa tự trị như trước kia, chỉ can thiệp khi những người Thanh giáo nổi loạn ở thuộc địa Maryland trong trận Severn. Trong tất cả các thuộc địa của Anh, Virginia là thuộc địa bất mãn nhất với sự cai trị của Cromwell.
Cromwell có bài phát biểu nổi tiếng nhấn mạnh sứ mệnh vãn hồi trật tự và ổn định chính trị tại Anh của ông với Nghị viện Bảo hộ công thứ nhất trong cuộc họp ra mắt của nghị viện này ngày 3 tháng 9 năm 1654. Ông tuyên bố "hàn gắn và ổn định" là "mục tiêu tối thượng của cuộc họp của chúng ta ngày hôm nay". Tuy nhiên, nghị viện nhanh chóng rơi vào tay những người có khuynh hướng cộng hòa cực đoan. Sau vài cử chỉ hòa giải hình thức thuận theo Cromwell, nghị viện này bắt đầu thúc đẩy các chương trình cực đoan cải cách hiến pháp theo hướng cộng hòa hóa triệt để nền chính trị Anh. Thay vì phản đối các đạo luật của nghị viện, Cromwell quyết định giải tán luôn nghị viện ngày 22 tháng 1 năm 1655.
Mục tiêu thứ hai của Cromwell là cải cách tôn giáo. Ông muốn khôi phục quyền tự do tín ngưỡng, nhưng đồng thời thanh lọc giới tăng lữ tôn giáo cấp cao ở Anh. Trong những tháng đầu của chính quyền Bảo hộ công, hàng loạt các cơ chế "thanh tra viên" đã được thiết lập để đánh giá các tăng lữ tương lai cũng như loại bỏ những người được cho là không phù hợp với các địa vị lãnh đạo tôn giáo. Cũng trong bối cảnh đó, chính quyền Cromwell thử nghiệm hình thức chính quyền quân sự toàn trị sau khi nghị viện Bảo hộ công lần thứ nhất bị giải tán. Sau cuộc nổi loạn của những người bảo hoàng vào tháng 3 năm 1655 do John Penruddock lãnh đạo, Cromwell (với ảnh hưởng của Lambert) đã chia nước Anh ra thành các "quân khu" do các tướng lĩnh quân đội cai trị và những người này trả lời trực tiếp với ông. Mười lăm viên tướng và phó tướng, trong cuộc cải cách mới, không chỉ cai quản quân đội và trị an, mà cả thu thuế và vận động người dân ủng hộ chính quyền ở các tỉnh Anh và xứ Wales. Các phái viên do chính quyền trung ương cử xuống sẽ hợp tác với họ trong việc bảo đảm hòa bình ở những quân khu do họ phụ trách. Tuy nhiên, hệ thống chính quyền quân quản này chỉ tồn tại được không tới một năm. Vào tháng 9 năm 1656, một nghị viện mới, Nghị viện Bảo hộ công lần thứ hai, được thành lập, và chế độ quân quản chấm dứt.
Là Bảo hộ công, Cromwell hiểu rất rõ tầm quan trọng của cộng đồng Do Thái trong các hoạt động kinh tế tại Hà Lan, giờ là đối thủ thương mại lớn nhất của Anh. Chính vì thế, cùng với việc Cromwell chấp nhận sự khác biệt về tôn giáo, miễn là những người không phải Thanh giáo như ông thờ phụng và hành lễ riêng tư, ông đã khuyến khích người Do Thái trở về Anh thông qua chương trình hỗ trợ định cư cho người Do Thái ở Anh năm 1657, hơn 350 năm sau khi họ bị vua Edward I trục xuất khỏi đất nước. Cromwell cũng hy vọng họ sẽ giúp nước Anh hồi phục kinh tế, đã bị tàn phá nặng nề vì cuộc nội chiến. Trong dài hạn, Cromwell còn muốn cải đạo những người Do Thái.
Năm 1657, nghị viện đề xuất Cromwell lên ngôi vua trong một chương trình cải cách hiến pháp mới, đẩy ông vào thế khó xử vì ông là nhân vật chính trong việc loại bỏ nền quân chủ trước kia. Cromwell đã cân nhắc đề nghị đó trong sáu tuần lễ và tỏ ra hứng thú nhờ vào sự ổn định mà việc đất nước có một vị vua chính thức mang lại, nhưng trong một bài phát biểu ngày 13 tháng 4 năm 1657, ông nói rõ rằng ý Chúa không chấp nhận một vị vua nữa ở Anh.
Thay vào đó, Cromwell được tái bổ nhiệm Bảo hộ công trong một buổi lễ long trọng ngày 26 tháng 6 năm 1657 ở cung điện Westminster, và ông cũng ngồi lên chiếc ghế của vua Edward I, được chuyển tới từ Tu viện Westminster riêng cho dịp này. Buổi lễ không khác nhiều so với lễ đăng cơ của một hoàng đế, với các nghi thức và biểu tượng hoàng gia, như áo trùm màu tím, thanh gươm công lý và một cây quyền trượng (dù không có vương miện). Nhưng điều đáng chú ý là tước vị Bảo hộ công không phải cha truyền con nối, dù Cromwell có quyền chỉ định người kế nhiệm.

## Qua đời và bị quật xác lên xử tử

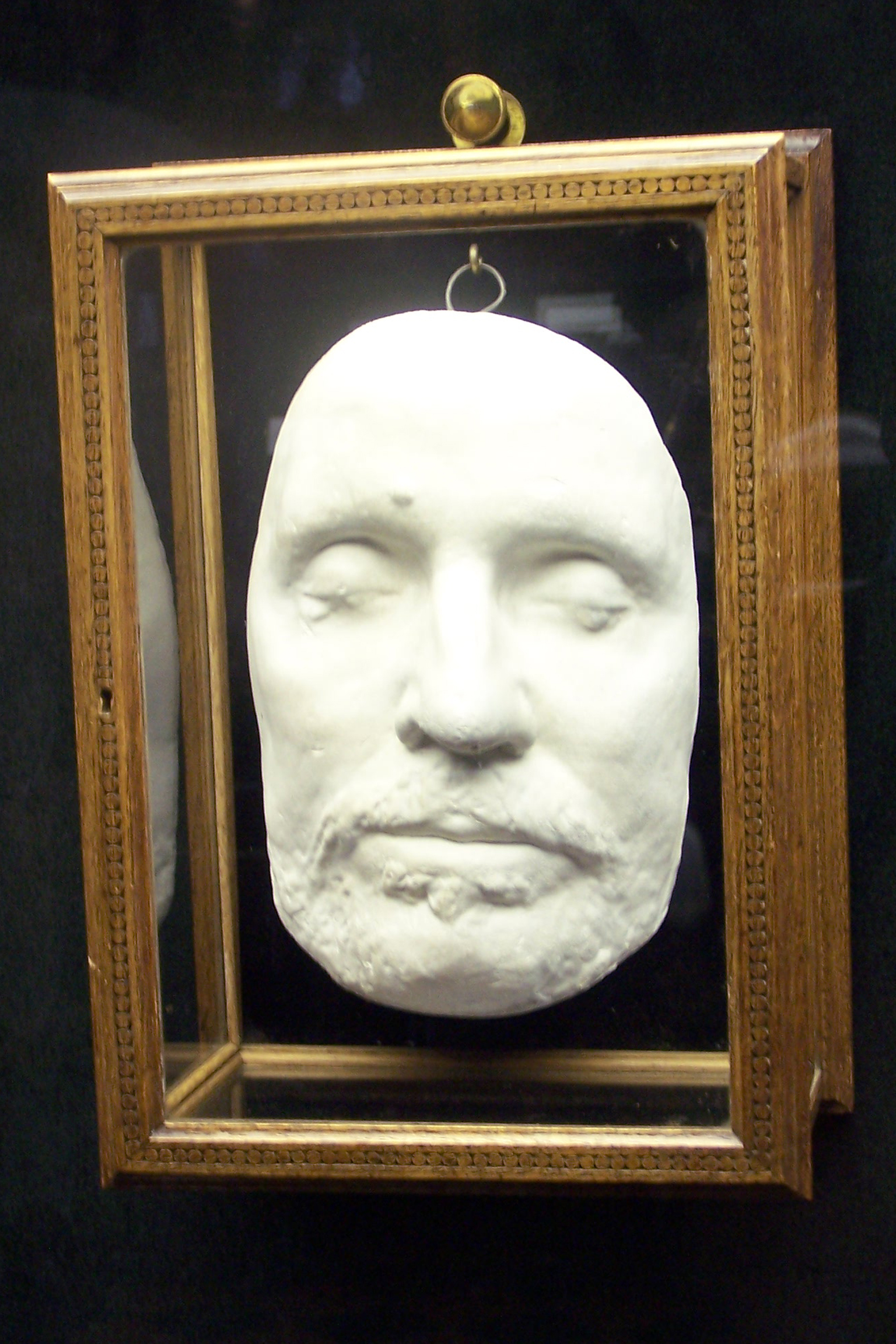
Mặt nạ thi thể Oliver Cromwell ở lâu đài Warwick

Cromwell được cho là bị bệnh sốt rét và sỏi thận khi về già. Năm 1658, ông bị sốt nặng, kèm theo là những biến chứng bệnh thận. Sức khỏe của ông có thể đã suy sụp nhanh hơn bởi việc một trong những con gái của ông, Elizabeth Claypole, qua đời tháng 8 năm 1658. Cromwell qua đời ở tuổi 59 tại Whitehall ngày 3 tháng 9 năm 1658, cũng là ngày kỷ niệm các chiến thắng lớn của ông ở Dunbar và Worcester. Nguyên nhân khả dĩ nhất dẫn tới cái chết của ông là bị nhiễm trùng huyết do biến chứng sỏi thận. Ông được chôn cất trong một tang lễ long trọng, tương đương với các nghi lễ dành cho tang lễ của vua James I, tại Tu viện Westminster, con gái ông Elizabeth cũng được chôn cất ở đây.
Thay ông làm Bảo hộ công của Liên hiệp Anh là con trai ông, Richard Cromwell. Dù không phải là kẻ bất tài, Richard không thể nào có được ảnh hưởng như bố ở cả quốc hội và trong quân đội. Ông buộc phải thoái vị tháng 5 năm 1659, chấm dứt chế độ Bảo hộ công. Trong một thời gian, nước Anh không có một lãnh đạo rõ ràng vì những đấu đá quyền lực giữa các phe phái khác nhau cho tới khi George Monck, thống đốc Anh ở Scotland, đứng đầu quân đội mới tiến vào London và tái lập Nghị viện Dài. Dưới sự giám sát của Monck, hiến pháp Anh lại được điều chỉnh để năm 1660 Charles II được mời về khi đang lưu vong để tái lập nền quân chủ.

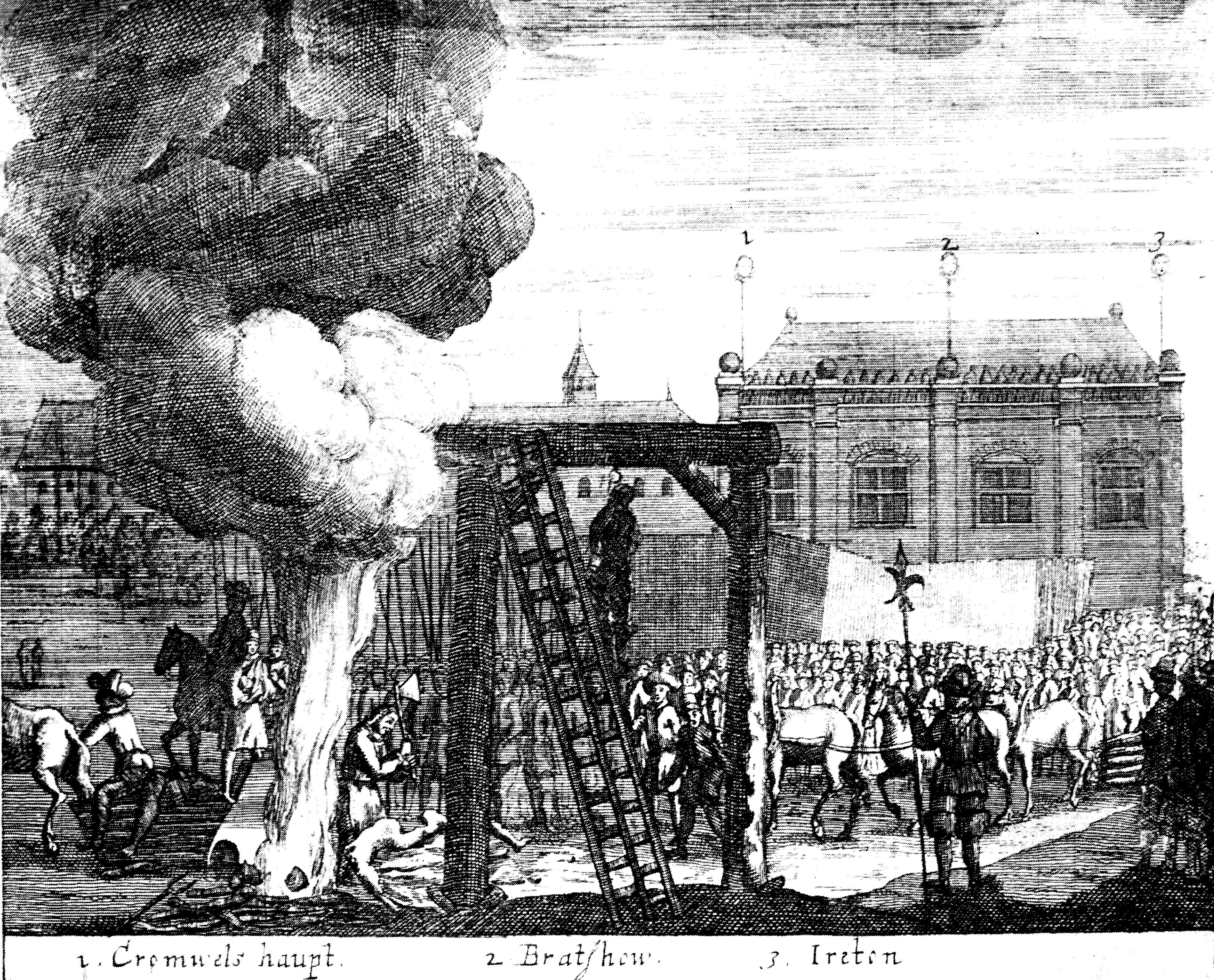
Xử tử thi thể của Cromwell, Bradshaw và Ireton, hình vẽ

Ngày 30 tháng 1 năm 1661, (kỷ niệm 12 năm ngày xử tử Charles I), thi thể Cromwell bị quật lên từ Tu viện Westminster, và bị hành hình. Thi thể của Robert Blake, John Bradshaw và Henry Ireton cũng chịu chung số phận (thi thể con gái Cromwell vẫn được giữ nguyên ở Abbey). Thi thể của ông sau đó bị treo lên những sợi xích ở Tyburn, rồi bị ném vào một cái hố. Đầu của Cromwell bị bêu trên một cây cột bên ngoài Cung điện Westminster tới năm 1685. Sau đó đầu của Cromwell trở thành vật sở hữu của nhiều người khác nhau và được mang ra triển lãm vài lần, bao gồm việc bán cho Josiah Henry Wilkinson năm 1814, trước khi được chôn cất trở lại ở tiền sảnh giáo đường Đại học Sidney Sussex Cambridge, vào năm 1960. Vị trí chính xác của cái đầu lâu không bao giờ được công khai.
Tuy nhiên, nhiều người nghi ngờ thi thể bị hành hình tại Tyburn có thể không phải là của Cromwell. Sở dĩ xuất hiện những nghi ngờ này là vì từ khi ông qua đời tháng 9 năm 1658 tới khi bị quật lên vào tháng 1 năm 1661, thi thể của ông đã được chôn đi chôn lại vài lần để ngăn những người bảo hoàng đầy thù hận xâm phạm. Có những giả thuyết nói thi thể của ông được chôn ở London, Cambridgeshire, Northamptonshire hoặc Yorkshire. Và cho tới giờ, câu hỏi về việc thi thể bị hành hình ở Tyburn có phải của Oliver Cromwell không vẫn chưa có câu trả lời.

## Danh tiếng chính trị

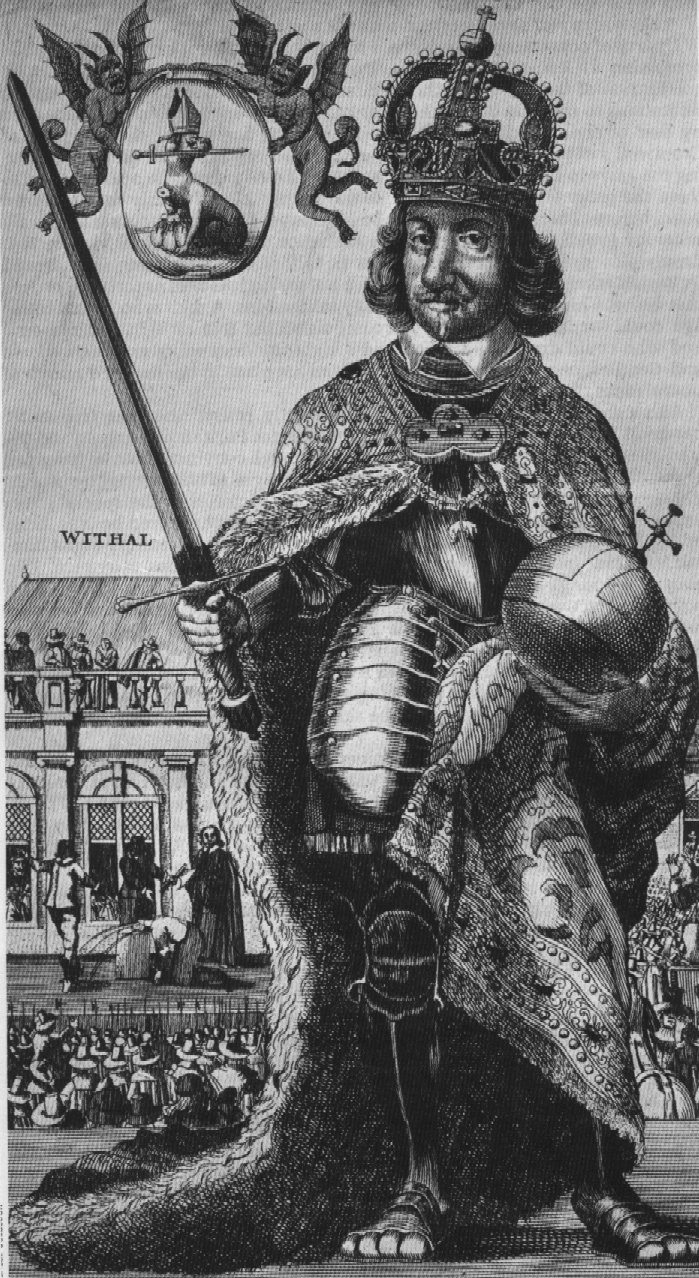
Một bức biếm họa đương thời mô tả Cromwell là kẻ lật đổ nền quân chủ

Ngay khi ông còn sống, một số người đã mô tả Cromwell là kẻ đạo đức giả tham lam quyền lực. Chẳng hạn, trong các tác phẩm "The Machiavilian Cromwell" (Cromwell quỷ quyệt) và "The Juglers Discovered", những người Công giáo La Mã ở Ireland đã chỉ trích Cromwell dữ dội, coi ông là một kẻ xảo quyệt. Một số đánh giá tích cực hơn về Cromwell đương thời, chẳng hạn như của John Spittlehouse trong "A Warning Piece Discharged", so sánh ông với Moses, cho rằng Cromwell đã cứu nước Anh ra khỏi cuộc nội chiến. Một số tiểu sử về ông được xuất bản sau khi Cromwell qua đời. Một ví dụ là "The Perfect Politician" (Chính trị gia hoàn hảo), trong đó mô tả Cromwell "yêu mến con người hơn những cuốn sách" và đánh giá ông là một người tranh đấu đầy quyết tâm cho tự do bởi lương tâm, lòng kiêu hãnh và tham vọng của ông. Một đánh giá khác xuất bản năm 1667, của Edward Hyde, tử tước thứ nhất của Clarendon, trong cuốn sách của ông "History of the Rebellion and Civil Wars in England" (Lịch sử nổi loạn và nội chiến ở Anh). Clarendon có tuyên bố nổi tiếng nói Cromwell "sẽ được các thế hệ sau coi là một kẻ xấu xa can đảm". Ông nói việc Cromwell vươn lên đỉnh cao quyền lực không chỉ nhờ vào tinh thần và năng lượng của ông, mà cả sự tàn nhẫn. Phải nói rằng Clarendon không phải là người gần gũi với Cromwell, và cuốn sách của ông được viết khi nền quân chủ đã tái lập ở Anh.
Vào đầu thế kỷ mười tám, hình ảnh Cromwell đã được giải thích lại bởi những người theo đảng Whigs ở Anh, một phần trong dự án lớn hơn nhằm tạo tính chính danh cho các mục tiêu chính trị của họ, trong đó coi Cromwell là người bảo vệ cho tự do và nền cộng hòa. Một phiên bản hồi ký của Edmund Ludlow, do John Toland chấp bút phản bác lại quan điểm đó, nói Cromwell với tư cách Bảo hộ công là một nhà độc tài quân sự. Trong sách Toland mô tả Cromwell như một kẻ chuyên quyền đã đè nén nền dân chủ đang manh nha vào những năm 1640.
Trong thế kỷ mười chín, nhân vật Cromwell bắt đầu xuất hiện trong các tác phẩm thi ca, văn học và hội họa của trường phái lãng mạn. Thomas Carlyle tiếp tục đánh giá lại của ông về Cromwell vào những năm 1840 khi mô tả ông là một người hùng chiến trận bị giằng xé giữa cái thiện và cái ác và là một hình mẫu về sự đấu tranh luân lý ở một thời đại mà Carlyle tin rằng đã bị băng hoại trong các giá trị đạo đức. Những hành vi của Cromwell, bao gồm chiến dịch của ông ở Ireland và việc giải tán Nghị viện Dài, theo Carlyle, xét tổng thể cần phải được đánh giá cao.
Vào cuối thế kỷ XIX, cách Carlyle đánh giá Cromwell, nhấn mạnh sự trung lập của tinh thần đạo đức và sự quyết liệt Thanh giáo, đã trở thành nền tảng quan trọng cho cách giải thích lịch sử của những người theo đảng Whig và Đảng Tự do Anh. Sử gia Oxford chuyên về lịch sử nội chiến Anh, Samuel Rawson Gardiner kết luận rằng "con người (Cromwell) lớn hơn những hành động của ông". Gardiner nhấn mạnh cá tính năng động và quyết liệt của Cromwell, và vai trò của ông trong việc làm tan rã chế độ quân chủ chuyên chế, trong khi đánh giá thấp những hành động thanh trừng tôn giáo của Cromwell. Chính sách đối ngoại của Cromwell ở Anh tạo nền tảng quan trọng cho thời kỳ mở rộng thuộc địa sau này tại Anh trong thời Victoria, Gardiner đặc biệt nhấn mạnh "những nỗ lực không ngừng nghỉ của ông (Cromwell) để khiến nước Anh rộng lớn hơn cả trên biển và trên đất liền".
Trong nửa đầu thế kỷ hai mươi, danh tiếng của Cromwell bị đánh giá qua một lăng kính mới, sự vươn lên của chủ nghĩa phát xít ở Đức và ở Ý. Wilbur Cortez Abbott, một sử gia ở Đại học Harvard, đã dành phần lớn sự nghiệp thu thập và hiệu đính rất nhiều tuyển tập các thư từ và bài phát biểu của Cromwell. Các tác phẩm của Abbott, được xuất bản giai đoạn từ 1937 tới 1947, cho rằng Cromwell đã dựng nên một chính quyền gần với chủ nghĩa phát-xít ở Anh. Tuy nhiên, những sử gia sau đó như John Morrill đã chỉ trích cách giải thích này của Abbott. Ernest Barker cũng từng so sánh chính quyền Cromwell với chế độ quốc xã.
Những sử gia cuối thế kỷ hai mươi tìm hiểu lại bản chất đức tin của Cromwell và chế độ toàn trị của ông. Austin Woolrych nghiên cứu rất sâu vấn đề thể chế độc tài cho rằng Cromwell bị giằng xé bởi hai mâu thuẫn cơ bản: nghĩa vụ của ông với quân đội và khát vọng của ông muốn đạt được sự ổn định bền vững ở Anh thông qua việc tạo dựng uy tín chính trị với nhiều thành phần trong cả nước. Woolrych cho rằng những yếu tố độc tài trong thời gian cai trị của Cromwell không bắt nguồn từ việc ông nắm quân đội hay sự tham gia của các sĩ quan quân đội vào chính quyền dân sự, mà từ những cam kết của ông về việc bảo vệ con dân của Chúa trời và lòng tin của ông rằng sứ mệnh tối cao cuối cùng của chính quyền là chống lại áp bức với những người dân thường đó.
Các sử gia như John Morrill, Blair Worden và J. C. Davis đã phát triển hơn nữa chủ đề này, trích lại nhiều bài viết và bài phát biểu của Cromwell mang đậm màu sắc tôn giáo mà ông trích dẫn Thánh kinh rất nhiều. Họ cũng tranh luận rằng những hành động cực đoan của ông được dẫn dắt bởi khát vọng muốn cải cách tôn giáo một cách triệt để.

## Tượng đài và vinh danh sau khi chết

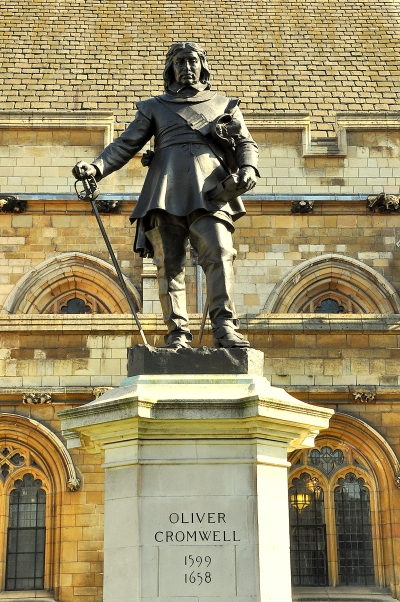
Tượng Oliver Cromwell ở bên ngoài Cung điện Westminster, London được dựng lên năm 1899, tác giả là nhà điêu khắc Hamo Thornycroft

Năm 1776, một trong những chiếc tàu đầu tiên ở Anh phục vụ trong Hải quân lục địa ở cuộc Cách mạng Mỹ được đặt tên là "Oliver Cromwell".
Kiến trúc sư thế kỷ mười chín Richard Tangye là một người hâm mộ Cromwell nhiệt thành và là một nhà sưu tập dày công các bản thảo viết tay của ông. Bộ sưu tập của ông bao gồm nhiều bản thảo và sách in, các huy chương, tranh vẽ, đồ trang trí nghệ thuật và nhiều đồ vật lạ lùng hiếm có khác liên quan tới Cromwell. Bộ sưu tập có cả cuốn Thánh kinh của Cromwell, cúc áo, đĩa đặt trên quan tài ông, mặt nạ làm cho người chết và huy hiệu dùng trong tang lễ. Sau khi Tangye qua đời, toàn bộ bộ sưu tập được hiến tặng cho Bảo tàng London, nơi chúng được trưng bày tới ngày nay.
Năm 1875, một bức tượng Cromwell của điêu khắc gia Matthew Noble được dựng lên ở Manchester ngay bên ngoài nhà thờ chính của thành phố, là một món quà của bà Abel Heywood cho thành phố nhằm tưởng niệm người chồng đầu của bà. Đó là bức tượng lớn đầu tiên của Cromwell được dựng lên ở Anh và được coi là gần giống người thật, dựa trên tranh vẽ của Peter Lely. Bức tượng mô tả Cromwell trong bộ chiến phục với thanh gươm đã rút ra và bộ áo giáp da-sắt. Bức tượng không được lòng những người theo Đảng Bảo thủ Anh ở Manchester và cộng đồng người Ireland khá lớn ở đây. Khi Nữ hoàng Victoria được mời tới khai trương tòa thị chính mới của thành phố Manchester, bà đã đặt điều kiện phải dời bức tượng Cromwell đi nơi khác. Do bức tượng không bị dời đi, Victoria đã không tới dự lễ khai mạc và người cắt băng khánh thành tòa thị chính thay thế là thị trưởng thành phố. Trong những năm 1980, bức tượng được dời ra ngoài tòa nhà Wythenshawe Hall, nơi từng là trụ sở trú quân của bộ chỉ huy quân đội Cromwell.
Trong những năm 1890, các kế hoạch dựng tượng Cromwell bên ngoài trụ sở quốc hội Anh, Cung điện Westminster cũng đã gây nhiều tranh cãi. Áp lực từ Đảng dân tộc Ireland ở Anh đã khiến một đề xuất xin nguồn quỹ từ công chúng cho dự án dựng tượng bị hủy bỏ. Rốt cuộc, dự án này đành dùng nguồn quỹ tư nhân của Archibald Primrose, tử tước thứ năm của Rosebery.
Tranh cãi về Cromwell tiếp tục trong thế kỷ XX. Với tư cách là bộ trưởng hải quân Anh trong thế chiến thứ nhất, Winston Churchill đã hai lần đề xuất đặt tên một tàu chiến của hải quân hoàng gia Anh là "Oliver Cromwell". Đề xuất của ông đã bị vua George V hai lần phủ quyết, không chỉ vì những tình cảm cá nhân. Nhà vua còn cảm thấy, sau những giận dữ với việc dựng tượng Cromwell bên ngoài tòa nhà quốc hội, sẽ là thiếu khôn ngoan khi đặt tên như thế cho những chiếc tàu chiến đắt tiền, nhất là trong bối cảnh tình hình chính trị Ireland lúc bấy giờ rất phức tạp. Sau đó, Tổng tư lệnh hải quân Anh đô đốc Battenberg đã khẳng định với Churchill quyết định của nhà vua là cuối cùng.
Xe tăng Cromwell, một xe tăng cỡ trung của quân đội Anh trong thế chiến thứ hai, được đưa ra chiến trường lần đầu năm 1944, một đầu mày xe lửa hơi nước của đường sắt Anh năm 1951 cũng được đặt tên là Cromwell.
Các bức tượng lớn khác của Cromwell còn được dựng lên ở St Ives, Cambridgeshire và Warrington, Cheshire.
Một tấm kim loại hình ô-van đặt ở bên ngoài Đại học Sidney Sussex, Cambridge, ghi dòng chữ:

### Tiểu sử
- Adamson, John (1990). "Oliver Cromwell and the Long Parliament", in Morrill, John (ed.), Oliver Cromwell and the English Revolution Longman, ISBN 0-582-01675-4
- Ashley, Maurice (1958). The Greatness of Oliver Cromwell Lưu trữ ngày 27 tháng 12 năm 2007 tại Wayback Machine Macmillan
- Bennett, Martyn. Oliver Cromwell (2006), ISBN 0-415-31922-6
- Clifford, Alan (1999). Oliver Cromwell: the lessons and legacy of the Protectorate Charenton Reformed Publishing, ISBN 0-9526716-2-X. Religious study.
- Davis, J. C. (2001). Oliver Cromwell Hodder Arnold, ISBN 0-340-73118-4
- Fraser, Antonia (1973). Cromwell, Our Chief of Men, and Cromwell: the Lord Protector Phoenix Press, ISBN 0-7538-1331-9. Popular narrative.
- Firth, C.H. (1900). Oliver Cromwell and the Rule of the Puritans online edition ISBN 1-4021-4474-1; classic older biography
- Gardiner, Samuel Rawson (1901). Oliver Cromwell, ISBN 1-4179-4961-9. Classic older biography.
- Gaunt, Peter (1996). Oliver Cromwell Blackwell, ISBN 0-631-18356-6. Short biography.
- Hill, Christopher (1970). God's Englishman: Oliver Cromwell And The English Revolution Dial Press, ISBN 0-297-00043-8.
- Hirst, Derek (1990). "The Lord Protector, 1653-8", in Morrill, John (ed.), Oliver Cromwell and the English Revolution Longman, ISBN 0-582-01675-4
- Kerlau, Yann (1989) "Cromwell", Perrin/France
- Mason, James and Angela Leonard (1998). Oliver Cromwell Longman, ISBN 0-582-29734-6
- McKeiver, Philip (2007). "A New History of Cromwell's Irish Campaign", Advance Press, Manchester, ISBN 978-0-9554663-0-4
- Bản mẫu:ODNB
- Morrill, John (1990). "The Making of Oliver Cromwell", in Morrill, John (ed.), Oliver Cromwell and the English Revolution Longman, ISBN 0-582-01675-4.
- Paul, Robert (1958). The Lord Protector: Religion And Politics In The Life Of Oliver Cromwell
- Smith, David (ed.) (2003). Oliver Cromwell and the Interregnum Blackwell, ISBN 0-631-22725-3
- Wedgwood, C.V. (1939). Oliver Cromwell Duckworth, ISBN 0-7156-0656-5
- Worden, Blair (1985). "Oliver Cromwell and the sin of Achan", in Beales, D. and Best, G. (eds.) History, Society and the Churches, ISBN 0-521-02189-8

### Tác phẩm nghiên cứu quân sự
- Durston, Christopher (2000). "'Settling the Hearts and Quieting the Minds of All Good People': the Major-generals and the Puritan Minorities of Interregnum England", in History 2000 85(278): pp. 247–267, ISSN 0018-2648. Full text online at Ebsco.
- Durston, Christopher (1998). "The Fall of Cromwell's Major-Generals", in English Historical Review 1998 113(450): pp. 18–37, ISSN 0013-8266
- Firth, C.H. (1921). Cromwell's Army Greenhill Books, ISBN 1-85367-120-7
- Gillingham, J. (1976). Portrait of a Soldier: Cromwell Weidenfeld & Nicholson, ISBN 0-297-77148-5
- Kenyon, John & Ohlmeyer, Jane (eds.) (2000). The Civil Wars: A Military History of England, Scotland, and Ireland 1638–1660 Oxford University Press, ISBN 0-19-280278-X
- Kitson, Frank (2004). Old Ironsides: The Military Biography of Oliver Cromwell Weidenfeld Military, ISBN 0-297-84688-4
- Marshall, Alan (2004). Oliver Cromwell: Soldier: The Military Life of a Revolutionary at War Brassey's, ISBN 1-85753-343-7
- McKeiver, Philip (2007). "A New History of Cromwell's Irish Campaign", Advance Press, Manchester, ISBN 978-0-9554663-0-4
- Woolrych, Austin (1990). "The Cromwellian Protectorate: a Military Dictatorship?" in History 1990 75(244): 207–231, doi:10.1111/j.1468-229X.1990.tb01515.x. Full text online at Wiley Online Library.
- Woolrych, Austin (1990). "Cromwell as a soldier", in Morrill, John (ed.), Oliver Cromwell and the English Revolution Longman, ISBN 0-582-01675-4
- Young, Peter and Holmes, Richard (2000). The English Civil War, Wordsworth, ISBN 1-84022-222-0